# Río Pucacuro
Der Río Pucacuro ist ein etwa 413 km langer linker Nebenfluss des Río Tigre in Ecuador und Peru.

## Flusslauf
Der Río Pucacuro entspringt in der ecuadorianischen Provinz Pastaza am westlichen Rand des Amazonastieflands auf einer Höhe von etwa 220 m, knapp 20 km von der peruanischen Grenze entfernt. Der Río Pucacuro fließt anfangs in ostsüdöstlicher Richtung. Nach 20 Kilometern überquert der Fluss die Grenze und erreicht den Distrikt Tigre der Provinz Loreto. Bei Flusskilometer 270 wendet sich der Fluss in Richtung Südsüdost. Bei Flusskilometer 230 mündet der Río Baratillo von rechts, bei Flusskilometer 140 der Río Alemán von links in den Río Pucacuro. Anschließend fließt der Río Pucacuro nach Süden und mündet schließlich 30 km nordwestlich des Distriktverwaltungszentrums Intuto auf einer Höhe von 118 m in den Río Tigre. Der Río Pucacuro weist ein stark mäandrierendes Verhalten mit zahlreichen Flussschlingen und Altarmen auf.

## Einzugsgebiet
Der Río Pucacuro entwässert ein Areal von etwa 6500 km². Das Einzugsgebiet umfasst in Ecuador eine Fläche von etwa 300 km². Es grenzt im Westen an das des oberstrom gelegenen Río Tigre, im Norden und im Nordosten an das des Río Curaray sowie im südlichen Osten an das des Río Nanay.

## Ökologie
Das Einzugsgebiet des Río Pucacuro ist weitgehend unbewohnt und mit Nebelwäldern bedeckt. In Peru liegt es innerhalb des Schutzgebietes Reserva Nacional Pucacuro.